# Luciano Gualberto

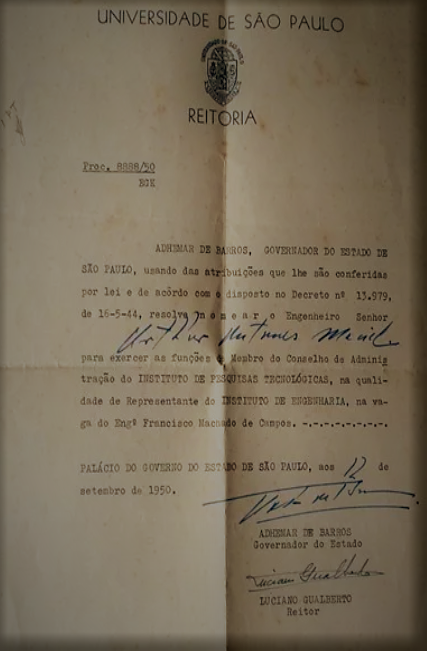
Um documento de quando exerceu a reitoria da USP.

Luciano Gualberto de Oliveira (Petrópolis, 14 de janeiro de 1883 — São Paulo, 21 de setembro de 1959) foi um médico e professor universitário brasileiro, reitor da Universidade de São Paulo de 1950 a 1951. Gualberto teve a catédra de clínica urológica da Faculdade de Medicina da USP.
Nos anos vinte Gualberto foi vereador, deputado estadual, vice-prefeito e prefeito interino da capital paulista, deputado estadual e secretário de saúde. Depois de ser reitor da USP, foi presidente da companhia aérea Viação Aérea São Paulo (VASP), posição para a qual foi indicado por Adhemar de Barros.